# Преображенский сельский совет (Криничанский район)
Преображенский сельский совет (укр. Преображенська сільська рада) — входит в состав
Криничанского района
Днепропетровской области
Украины.
Административный центр сельского совета находится в 
с. Преображенка.

## Населённые пункты совета
- с. Преображенка
- с. Ветровка
- с. Лозоватка
- с. Лозуватское
- с. Михайловка
- с. Червоная Балка
- с. Червоное
- с. Черкасское

## Ликвидированные населённые пункты совета
- с. Настополь